# Stygnus polyacanthus
Stygnus polyacanthus is een hooiwagen uit de familie Stygnidae.